# 17 Лебедя
17 Лебедя (17 Cygni) — двойная звёздная система в созвездии Лебедя. Имеет видимую звёздную величину +5,00, и, согласно шкале Бортля, видна в ночном пригородном небе. Измерения, проведённые спутником Hipparcos, показывают, что годовой сдвиг параллакса составляет 0,0478″, что эквивалентно расстоянию около 68,2 световых лет (20,9 пк) от Солнца. 17 Лебедя имеет относительно высокое собственное движение, проходя небесную сферу со скоростью 0,451″ в год.

## Характеристики
Первичный компонент является звездой главной последовательности спектрального класса F7, масса звезды — 1,24 солнечных, радиус — 0,95-1,1 солнечных. Звезде около 2,8 миллиардов лет, светимость — 3,66 солнечных. Эффективная температура атмосферы 6455 К придаёт звезде жёлто-белый оттенок.
Второй компонент системы отстоит на 791,40 угловых секунды, это красный карлик спектрального класса M0,4.